# Jon Lajoie
Jonathan Lajoie (Montreal, 1980) é um comediante canadense. Tornou-se muito popular na Internet devido aos seus vídeos do YouTube.

## Vídeos da internet
Lajoie se tornou popular através do vídeo da música "Everyday Normal Guy", em que, em contraste irônico aos rappers típicos, canta sobre suas brandas e medíocres atividades diárias, e sobre sua natureza pacífica. Três dos seus vídeos musicais se tornaram parte de uma série de outros clipes: "Everyday Normal Guy" foi seguido por "Everyday Normal Guy 2" e "Everyday Normal Crew". "Show Me Your Genitals" foi seguido por "Show Me Your Genitals 2: E = MC Vagina" e "I Kill People"(sob o pseudônimo MC Vagina). E "WTF COLLECTIVE", seguido por "WTF COLLECTIVE 2".  Seus vídeos têm recebido milhões de exibições em vários sites da Internet ("Show Me Your Genitals" tem atualmente mais de 60 milhões de exibições no YouTube). 
Jon Lajoie já causou polêmica em seus vídeos, como em "Michael Jackson is Dead" (Michael Jackson está Morto, em português), neste videoclip ele critíca as pessoas que mudaram a opinião que tinham sobre o cantor pop após sua morte e sobre os casos dele envolvendo pedofilia. Em "Pop Song", Lajoie crtíca a "indústria pop", dizendo em um dos versos que "eles venderão essa canção para jovens, impressionáveis e adolescentes inseguras", também fazendo uma critícas às boy bands.

## You Want Some of This?
Lajoie lançou seu primeiro álbum You Want Some of This? em 30 de Janeiro de 2009, pela gravadora Normal Guy Productions. Ele apresenta todas as suas canções do Youtube e mais algumas músicas inéditas.

## I Kill People
Em 15 de Novembro de 2010, Lajoie confirmou o seu segundo album, que se chama I Kill People, também lançada pela Normal Guy Productions.